# Presanella
Presanella (em italiano:  Cima Presanella),  é um cume dos Alpes de Adamello e de Presanella que culmina a 3558 m de altitude e se situa em Trentino-Alto Ádige, na Itália.

## Ascensões
A primeira ascensão foi feita a 27 de agosto de 1864 por M. Beachcroft, Douglas William Freshfield, Horace Walker e François Devouassoud.